# Joigny-sur-Meuse
Joigny-sur-Meuse település Franciaországban, Ardennes megyében. Lakosainak száma 631 fő (2022. január 1.). Joigny-sur-Meuse Bogny-sur-Meuse és Nouzonville községekkel határos.

## Népesség
A település népességének változása:
| Lakosok száma | 604  | 687  | 662  | 691  | 700  | 685  | 678  | 655  | 643  | 631  |
|               | 1968 | 1982 | 1990 | 2006 | 2013 | 2015 | 2017 | 2019 | 2020 | 2022 |